# Jacobsonina platysoma
Jacobsonina platysoma är en kackerlacksart som först beskrevs av Walker, F. 1868.  Jacobsonina platysoma ingår i släktet Jacobsonina och familjen småkackerlackor. Inga underarter finns listade i Catalogue of Life.